# Кульчетай
Кульчета́й/кюльчета́й/гюльчатай (кирг. күлчөтай, чымчыма) — традиційна страва киргизької кухні.
Для киргизької кухні характерні м'ясні та борошняні страви. Кульчетай поряд з бешбармаком повністю відповідає уявленням про киргизьку кулінарію. Кульчетай за своєю значимістю, почесність стоїть одразу після бешбармаку та плову.

### Приготування
М'ясо, зазвичай баранину, відварюють та виймають. Тісто для кульчетаю замішують, як для кесме, але середньої крутості. Розкатане тісто нарізають смужками шириною 1–4 см або невеликими прямокутниками і відварюють у м'ясному бульйоні разом із овочами. Готове тісто викладають на блюдо, додають нарізане на шматочки м'ясо та овочі. Окремо подають бульйон. У спрощеному варіанті страва може бути густим супом із баранини з домашньою яєчною локшиною.